# ایستگاه سئول
ایستگاه سئول (به انگلیسی: Seoul station) بزرگترین ایستگاه راه‌آهن در شهر سئول، کره جنوبی است.
این ایستگاه که در سال ۱۹۲۵ تأسیس شده به راه‌آهن سراسری کره جنوبی و متروی سئول متصل است.

## نگارخانه

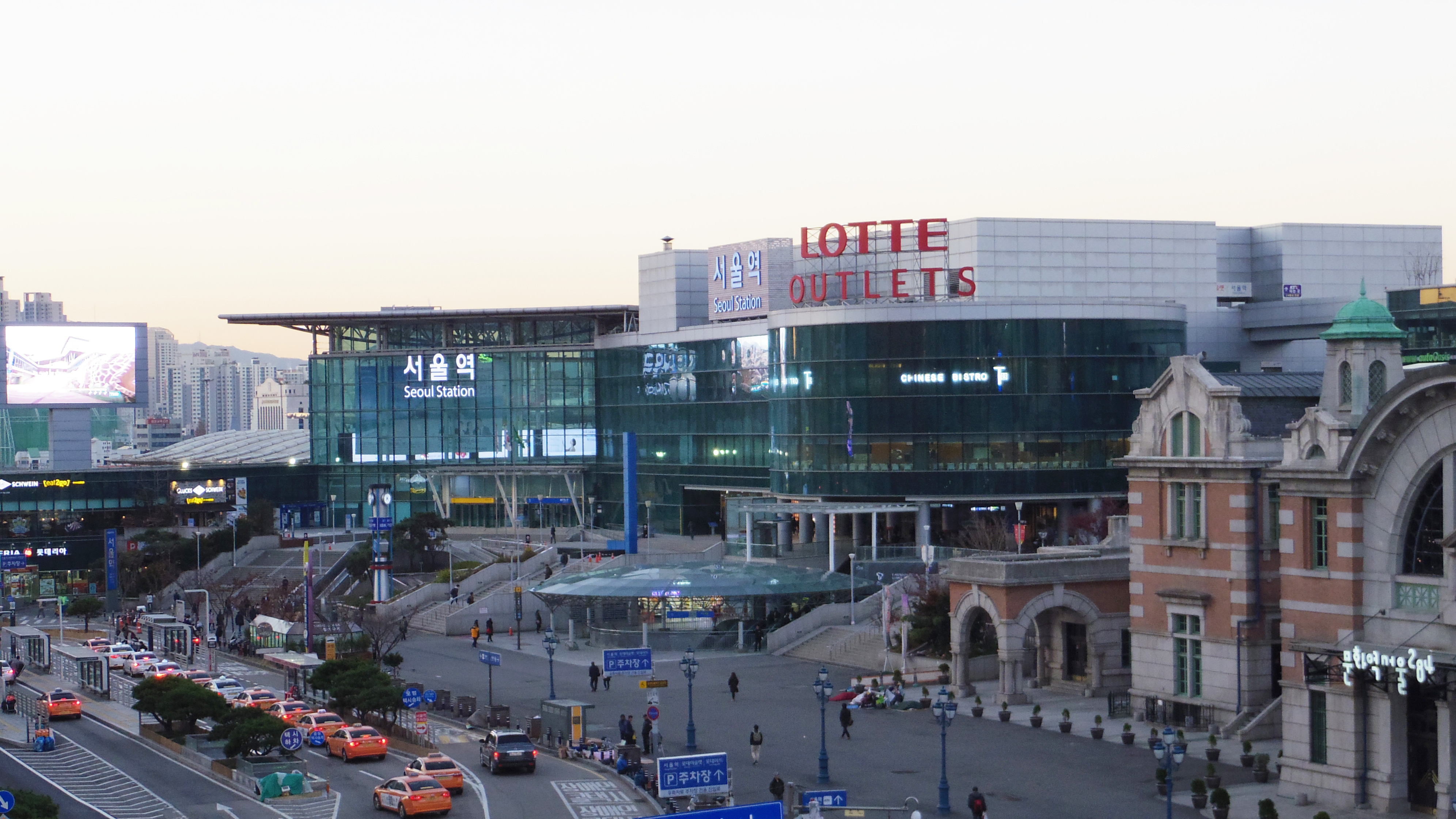
Seoul Station (photographed in 2018)
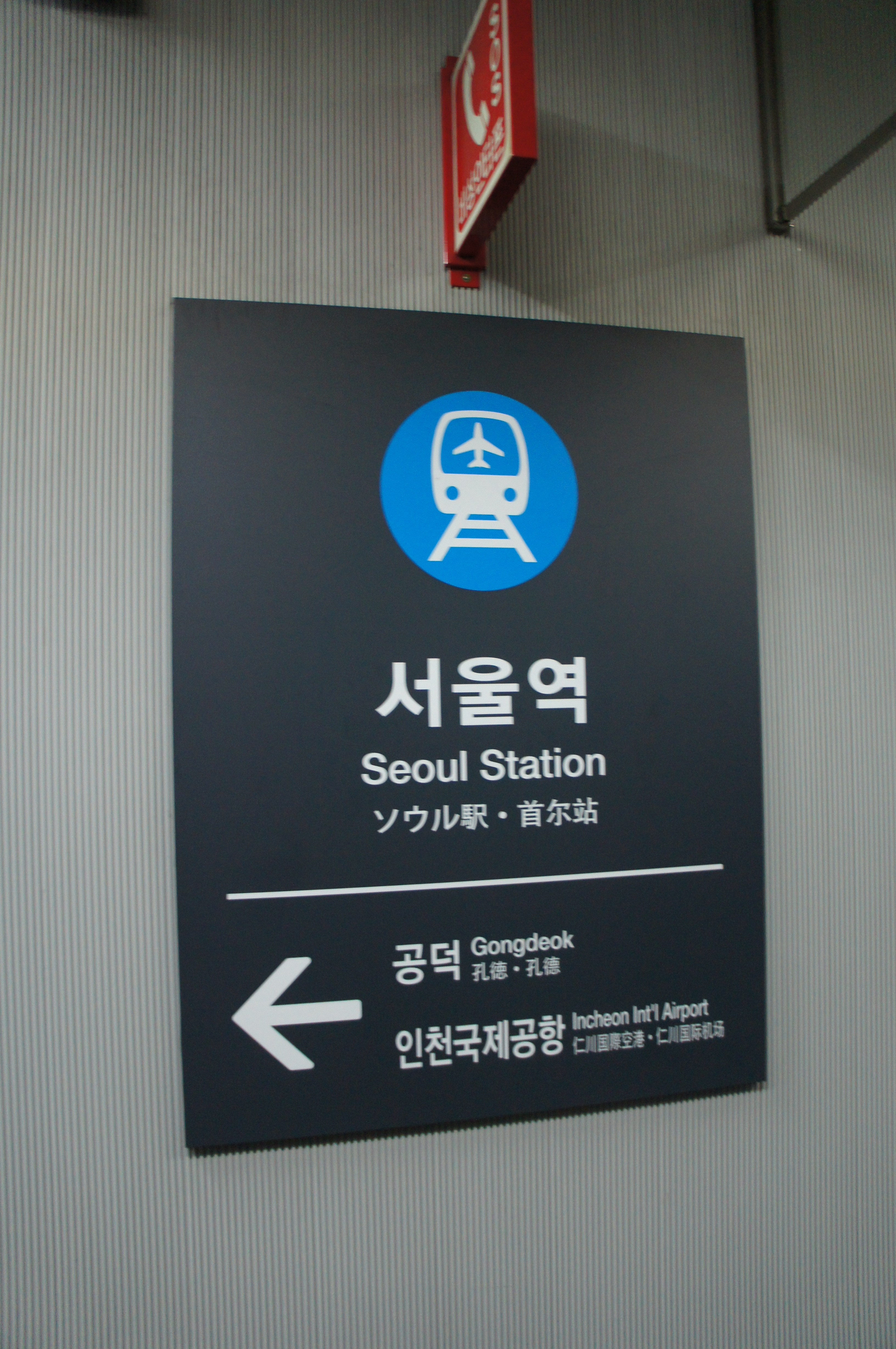
AREX Seoul station sign
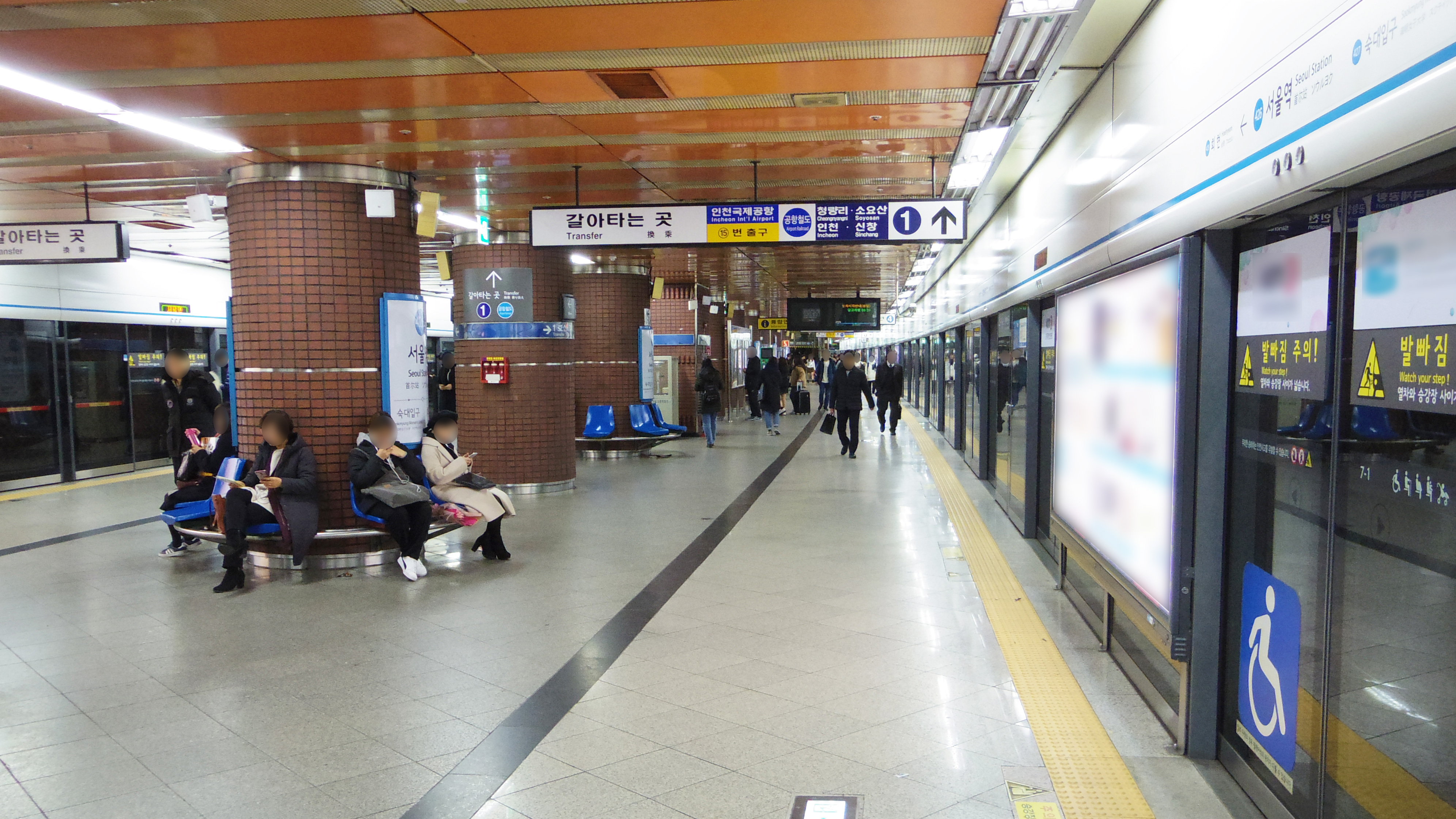
Station Platform (Line 4)
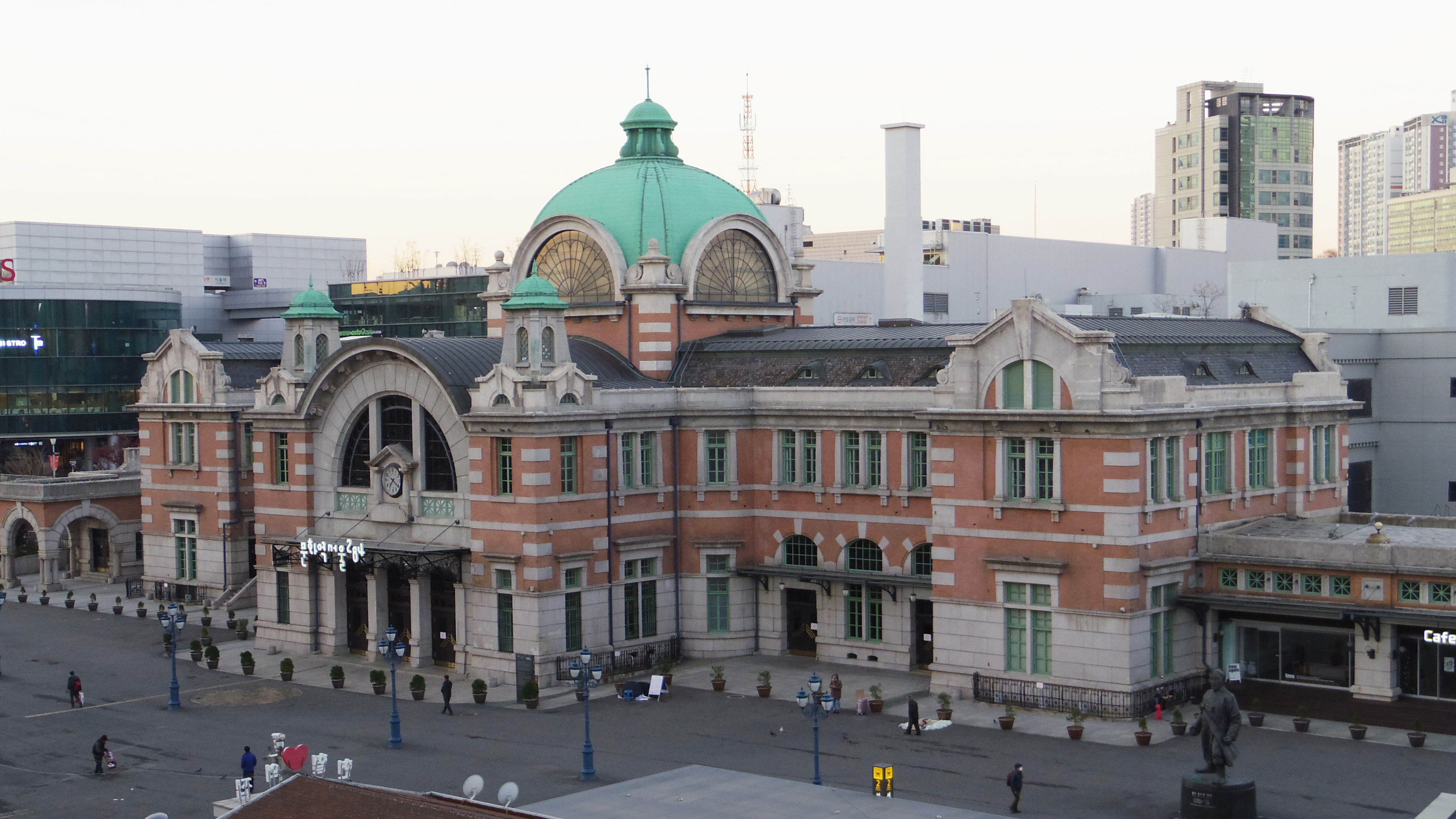
Old Seoul Station